# Mesa (Washington)
Mesa és una població dels Estats Units a l'estat de Washington. Segons el cens del 2000 tenia 425 habitants.

## Demografia
Segons el cens del 2000, Mesa tenia 425 habitants, 105 habitatges, i 91 famílies. La densitat de població era de 103,9 habitants per km².
Dels 105 habitatges en un 64,8% hi vivien nens de menys de 18 anys, en un 71,4% hi vivien parelles casades, en un 5,7% dones solteres, i en un 13,3% no eren unitats familiars. En el 7,6% dels habitatges hi vivien persones soles el 4,8% de les quals corresponia a persones de 65 anys o més que vivien soles. El nombre mitjà de persones vivint en cada habitatge era de 4,05 i el nombre mitjà de persones que vivien en cada família era de 4,15.
Per edats la població es repartia de la següent manera: un 42,6% tenia menys de 18 anys, un 11,1% entre 18 i 24, un 30,4% entre 25 i 44, un 10,1% de 45 a 60 i un 5,9% 65 anys o més.
L'edat mediana era de 22 anys. Per cada 100 dones de 18 o més anys hi havia 110,3 homes.
La renda mediana per habitatge era de 38.750 $ i la renda mediana per família de 39.583 $. Els homes tenien una renda mediana de 28.250 $ mentre que les dones 21.250 $. La renda per capita de la població era de 18.882 $. Aproximadament el 9% de les famílies i el 15,1% de la població estaven per davall del llindar de pobresa.

## Poblacions més properes
El següent diagrama mostra les poblacions més properes.